# Parkour ai Giochi mondiali 2022 - Speedrun femmminile
La gara del speedrun femminile di parkour ai Giochi mondiali 2022 si è svolta il 10 luglio 2022 a Birmingham.

## Risultati

### Qualificazioni
| Rank | Atleta           | Nazione     | Punteggio | Note |
| ---- | ---------------- | ----------- | --------- | ---- |
| 1    | Miranda Tibbling | Svezia      | 28.05     | Q    |
| 2    | Noa Man          | Paesi Bassi | 30.60     | Q    |
| 3    | Anna Griukach    | Ucraina     | 34.81     | Q    |
| 4    | Hikari Izumi     | Giappone    | 34.82     | Q    |
| 5    | Reagan Anderson  | Stati Uniti | 39.80     | Q    |
| 6    | Stephania Zitis  | Australia   | 46.08     | Q    |

### Finale
| Rank | Atleta           | Nazione     | Punteggio |
| ---- | ---------------- | ----------- | --------- |
| 1    | Miranda Tibbling | Svezia      | 27.14     |
| 2    | Noa Man          | Paesi Bassi | 29.24     |
| 3    | Hikari Izumi     | Giappone    | 33.79     |
| 4    | Anna Griukach    | Ucraina     | 35.32     |
| 5    | Reagan Anderson  | Stati Uniti | 39.57     |
| 6    | Stephania Zitis  | Australia   | 41.81     |